# Stargate Atlantis: Rising
Stargate Atlantis: Rising is de pilotaflevering van een Canadees-Amerikaanse militaire sciencefictionserie van Martin Wood uit 2004. Deze pilotaflevering is opgesplitst in twee delen en vormen dus de eerste twee afleveringen van het eerste seizoen. De afleveringen werden geschreven door Brad Wright en Robert C. Cooper, en geregisseerd door Martin Wood. De serie liep van 2004 tot 2009, en bestaat in totaal uit 100 afleveringen verspreid over vijf seizoenen. Stargate Atlantis is een spin-offserie van de serie Stargate SG-1.

## Synopsis
Stargate Atlantis: Rising gaat over een team van wetenschappers die denken de locatie van de verloren stad Atlantis gevonden te hebben. De verloren stad kan bereikt worden via een speciale poort - de zogenaamde Stargate - die uitgeeft op een ander sterrenstelsel. Dit zorgt voor het ontstaan van de Atlantis expeditie en volgt hierbij onder meer de personages Dr. Elizabeth Weir (Torri Higginson) en kolonel Marshall Sumner (Robert Patrick) en hun missie naar het Pegasus-sterrenstelsel. In deze pilotaflevering komen ook verschillende gastacteurs uit de oorspronkelijke serie Stargate SG-1 in beeld, zoals Siler (Dan Shea) en Jack O’Neill (Richard Dean Anderson).

### Deel 1
Deel 1 van Stargate Atlantis: Rising begint met een flashback naar enkele miljoenen jaren geleden, waar we een ruimteschip zien vertrekken vanop de basis te Antarctica. Daarna bevinden we ons in het heden, al waar een team van wetenschappers in de basis aan het werken is en trachten de locatie van Atlantis te vinden. In deze aflevering vinden ze de locatie en ontdekken ze dat Atlantis in een ander sterrenstelsel ligt, namelijk het Pegasus-sterrenstelsel. Hiervoor hebben ze echter een Zero Point Module nodig om de Stargate te kunnen activeren.
Na veel moeite kan het team worden samengesteld en vertrekken zij via de Stargate naar Atlantis. Hier aangekomen ontdekken zij de verlaten stad Atlantis en ontdekken ze dat de hele stad zich onder water bevindt, en maar tijdelijk beschermd wordt door een onzichtbaar schild. Omdat het schild dreigt zonder energie te vallen is het cruciaal dat de expeditie dus verder op zoek gaat naar een veilige plek binnen het Pegasus-sterrenstelsel. Vanuit Atlantis reist een deel van het team verder naar een andere planeet binnen het sterrenstelsel, alwaar ze de Athosian-bevolking ontmoeten. Ze worden daar vriendelijk ontvangen, maar worden tegelijk gewaarschuwd voor een vijandelijk volk binnen het sterrenstelsel, namelijk de Wraith.

### Deel 2
Deel 2 van Stargate Atlantis: Rising begint met een aanval van de Wraith op de planeet waar een deel van het team verblijft bij de Athosian-bevolking. Tijdens deze aanval worden enkele bewoners en enkele deelnemers van het Stargate-team ontvoerd door de Wraith. De overige Athosian-bewoners en de overgebleven soldaten keren zo samen terug naar Atlantis. Daar valt het schild rondom de stad ondertussen uit en komt de stad Atlantis opnieuw boven het water te liggen. In deze stad ontdekt het Atlantis-team overgebleven ruimteschepen, waarmee ze een reddingsactie opzetten om hun ontvoerde collega's te gaan terughalen. Deze reddingsactie lukt ook, ze kunnen de rest van het team bevrijden van de Wraith en hen veilig terugbrengen naar Atlantis.

## Andere wikipagina's
- Stargate Atlantis
- Lijst van afleveringen van Stargate Atlantis